# Pauli Merikallio
Pauli Assar Antero Merikallio (till 1905 Hellman), född 4 mars 1903 i Uleåborg, död 18 februari 1996 i Helsingfors, var en finländsk läkare. 
Merikallio blev specialist i gynekologi och obstetrik 1946 och var verkställande direktör för De förenade kliniska laboratorierna Ab 1955–1975. Han var även verksam som uppfinnare, bland annat  av papperssäckar för krigstida transport av sårade. Han tilldelades medicinalråds titel 1975.